# Stefano Moro
Stefano Moro (Novi Ligure, 2 gennaio 1982) è un pallavolista italiano.
Gioca nel ruolo di schiacciatore opposto nel Volley Novi Ligure.

## Carriera
La carriera di Stefano Moro inizia nella squadra della sua città, l'Associazione Sportiva Novi Pallavolo, con cui disputa un campionato di Serie B2, prima di passare al settore giovanile del Cuneo Volley Ball Club, dove viene impiegato prima nella squadra di Serie B1, poi, per due anni, nella società satellite con sede a Busca della neonata Piemonte Volley. L'esordio nella prima squadra, in Serie A1, avviene nella stagione 2003-04. In questo periodo viene convocato dalla nazionale under 20 per il Campionato europeo under 20 del 2002, dove conquista la medaglia d'oro.
Dopo due anni nel capoluogo piemontese si trasferisce alla BluVolley Verona. Nel 2005 vince la medaglia di bronzo alle Universiadi.
Dalla stagione 2006-07 cambia diverse squadre nella seconda divisione nazionale. Dopo un anno nel Bassano Volley viene tesserato per due stagioni dalla Pallavolo Catania, con cui conquista il premio Andrej Kuznetsov come miglior realizzatore della Serie A2. Dopo una stagione alla Materdomini Volley e una alla Zinella Volley Bologna, passa al Gruppo Sportivo Robur Angelo Costa di Ravenna, dove conquista la vittoria del campionato di Serie A2, e la conseguente promozione in Serie A2, dove gioca per due annate, prima di abbandonare la pallavolo professionistica per giocare prima nel Volley Parella Torino in Serie B1 e tuttora nel AS Novi Pallavolo sempre in Serie B.

## Palmarès

### Nazionale (competizioni minori)
- Campionato europeo under 20 2002
- Universiadi 2005